# Mszczęcin
Mszczęcin, także Mszęcin – dawna wieś, a dziś część osiedla Jazy w Niepołomicach, położona w jego północnej części, bezpośrednio nad rzeką Wisłą. Od południowego zachodu sąsiaduje z Kółkiem, od południa z Jazami, od południowego wschodu z Wroniarką, natomiast od północnego zachodu z wsią Wola Batorska w gminie Niepołomice.
W rejonie tym występuje jedynie zabudowa jednorodzinna.